# 松原有沙
松原 有沙（まつばら ありさ、1995年5月1日 - ）は、日本の元女子サッカー選手。サッカー指導者。女子フットサル選手。現役時（サッカー）のポジションはミッドフィールダー、ディフェンダー。

## 人物
北海道小樽市で出生するが、父親の転勤により5歳の時に大阪府豊中市へ転居。このため、豊中市立緑地小学校及び豊中市立第十七中学校に在学する。

### ユース
豊中市立緑地小学校時代に、兄がプレーしていたRFCクラブに入団。中学卒業までRFCの女子チーム（RFCガールズ→RFC豊中レディース→RFC Jr.Youth）に所属する。
2011年に大商学園高等学校に入学。3年で主将を務め、2013年度の全国高等学校総合体育大会サッカー競技（女子）で準決勝まで進出したが、村田女子高等学校の前にPK戦で敗れて優勝を逸した。
U-17代表の仲間たちが日本女子サッカーリーグ（なでしこリーグ）でのプレーを選ぶ中、松原は大学でのプレーを希望して2014年4月に早稲田大学へ進学、早稲田大学ア式蹴球部女子に所属。大学では故障に苦しむ日々であったが、2年から4年まで全日本大学女子サッカー選手権大会で3連覇のメンバーでもあり、4年次は主将として優勝を果たした。

### シニア
2018年に大学を卒業し、ノジマステラ神奈川相模原に入団。
2021年3月、WEリーグ初年度となる2021-22シーズンのキャプテンを務めることになった。
2023年3月28日、多発性内分泌腫瘍症1型と診断されたことを発表。同年6月5日、2022-23シーズン限りで引退することを発表した。

### 代表
2011年にU-16日本女子代表（リトルなでしこ）に選出され、同年のAFC U-16女子選手権（中華人民共和国・南京市）に出場、一回戦総当たり方式で行われた大会にて第2戦のタイ戦で先発出場して66分にゴールを決めた。
2012年、高校2年次では2012 FIFA U-17女子ワールドカップ（アゼルバイジャン）に出場するU-17日本女子代表（リトルなでしこ）に選出され、本戦ではグループリーグ第二戦のニュージーランド戦、第三戦のメキシコ戦に先発フル出場した。
大学女子日本代表選手にも選出され、2017年夏季ユニバーシアード（中華民国・台北市）では決勝戦まで進んだが、ブラジルの前に延長戦で敗れて準優勝（銀メダル）となった。
2019年、シービリーブスカップに参戦するサッカー日本女子代表（なでしこジャパン）に召集された。

### 指導者
引退後はノジマステラのアカデミーコーチを経て、2024年にノジマステラ神奈川相模原アヴェニーレ（U-15）の監督に就任した。しかし先述の病気療養のため、同年11月15日に監督を退任した。

### フットサル
2025年7月16日、北海道女子フットサルリーグ1部のSafilva BONITAへ加入。

## 個人成績

### クラブ
| 国内大会個人成績 | 国内大会個人成績         | 国内大会個人成績 | 国内大会個人成績 | 国内大会個人成績 | 国内大会個人成績 | 国内大会個人成績 | 国内大会個人成績 | 国内大会個人成績 | 国内大会個人成績 | 国内大会個人成績 | 国内大会個人成績 |
| 年度             | クラブ                   | 背番号           | リーグ           | リーグ戦         | リーグ戦         | リーグ杯         | リーグ杯         | オープン杯       | オープン杯       | 期間通算         | 期間通算         |
| 年度             | クラブ                   | 背番号           | リーグ           | 出場             | 得点             | 出場             | 得点             | 出場             | 得点             | 出場             | 得点             |
| 日本             | 日本                     | 日本             | 日本             | リーグ戦         | リーグ戦         | リーグ杯         | リーグ杯         | 皇后杯           | 皇后杯           | 期間通算         | 期間通算         |
| ---------------- | ------------------------ | ---------------- | ---------------- | ---------------- | ---------------- | ---------------- | ---------------- | ---------------- | ---------------- | ---------------- | ---------------- |
| 2015             | 早稲田大学               | 5                | -                | -                | -                | -                | -                | 3                | 1                | 3                | 1                |
| 2016             | 早稲田大学               | 5                | -                | -                | -                | -                | -                | 2                | 3                | 2                | 3                |
| 2017             | 早稲田大学               | 5                | -                | -                | -                | -                | -                | 4                | 0                | 4                | 0                |
| 2018             | ノジマステラ神奈川相模原 | 15               | なでしこ1部      | 18               | 2                | 7                | 0                | 3                | 0                | 28               | 2                |
| 2019             | ノジマステラ神奈川相模原 | 15               | なでしこ1部      | 15               | 0                | 3                | 0                | 3                | 2                | 21               | 2                |
| 2020             | ノジマステラ神奈川相模原 | 6                | なでしこ1部      | 18               | 2                | -                | -                | 3                | 0                | 21               | 2                |
| 2021-22          | ノジマステラ神奈川相模原 | 6                | WE               | 12               | 1                | -                | -                | 1                | 0                | 13               | 1                |
| 2022-23          | ノジマステラ神奈川相模原 | 6                | WE               | 5                | 0                | 4                | 0                | 1                | 0                | 10               | 0                |
| 通算             | 日本                     | 日本             | 1部              | 68               | 5                | 14               | 0                | 11               | 2                | 93               | 7                |
| 通算             | 日本                     | 日本             | その他           | -                | -                | -                | -                | 9                | 4                | 9                | 4                |
| 総通算           | 総通算                   | 総通算           | 総通算           | 68               | 5                | 14               | 0                | 20               | 6                | 102              | 11               |

- 日本女子サッカーリーグ
  - 初出場 - 2018年3月21日 なでしこリーグ1部 第1節 浦和レッドダイヤモンズレディース戦 (浦和駒場スタジアム)
  - 初得点 - 2018年5月6日 なでしこリーグ1部 第5節 ジェフユナイテッド市原・千葉レディース戦 (相模原ギオンスタジアム)

- WEリーグ
  - 初出場 - 2021年9月12日 第1節 マイナビ仙台レディース戦 (ユアテックスタジアム仙台)[20]
  - 初得点 - 2022年5月22日 第22節 マイナビ仙台レディース戦 (相模原ギオンスタジアム)[20]

### 代表
- 2019年2月27日 - 日本代表初出場 -  アメリカ合衆国戦 (SheBelieves Cup 2019)
- 2019年12月11日 - 日本代表初得点 -  チャイニーズタイペイ戦 (EAFF E-1サッカー選手権2019)

#### 主な選出歴
- U-17日本女子代表
  - 2012年 - FIFA U-17女子ワールドカップ アゼルバイジャン大会

- なでしこジャパン(日本女子代表)
  - 2019年 - 2019 シービリーブスカップ（英語版）（アメリカ合衆国）
  - 2019年 - EAFF E-1サッカー選手権2019（韓国）
  - 2020年 - 2020 シービリーブスカップ（英語版）（アメリカ合衆国）

#### 試合数
| 日本代表 | 国際Aマッチ | 国際Aマッチ |
| 年       | 出場        | 得点        |
| -------- | ----------- | ----------- |
| 2019     | 4           | 1           |
| 通算     | 4           | 1           |

#### 出場試合
| #  | 開催日         | 開催都市   | スタジアム                         | 対戦国               | 結果  | 監督     | 大会                       | 出典   |
| -- | -------------- | ---------- | ---------------------------------- | -------------------- | ----- | -------- | -------------------------- | ------ |
| 1. | 2019年2月27日  | チェスター | タレン・エナジー・スタジアム       | アメリカ合衆国       | △ 2-2 | 高倉麻子 | 2019 シービリーブスカップ  | [ 21 ] |
| 2. | 2019年3月5日   | タンパ     | レイモンド・ジェームス・スタジアム | イングランド         | ● 0-3 | 高倉麻子 | 2019 シービリーブスカップ  | [ 22 ] |
| 3. | 2019年12月11日 | 釜山       | 釜山アジアド主競技場               | チャイニーズタイペイ | ○ 9-0 | 高倉麻子 | EAFF E-1サッカー選手権2019 | [ 23 ] |
| 4. | 2019年12月14日 | 釜山       | 九徳総合運動場                     | 中華人民共和国       | ○ 3-0 | 高倉麻子 | EAFF E-1サッカー選手権2019 | [ 24 ] |

#### ゴール
| #  | 開催日         | 開催都市 | スタジアム           | 対戦国               | 結果  | 監督     | 大会                       | 出典   |
| -- | -------------- | -------- | -------------------- | -------------------- | ----- | -------- | -------------------------- | ------ |
| 1. | 2019年12月11日 | 釜山     | 釜山アジアド主競技場 | チャイニーズタイペイ | ○ 9-0 | 高倉麻子 | EAFF E-1サッカー選手権2019 | [ 25 ] |

## タイトル

### クラブ
- 早稲田大学ア式蹴球部女子
  - 全日本大学女子サッカー選手権大会: 3回 (2015, 2016, 2017)

### 代表
- なでしこジャパン(日本女子代表)
  - EAFF E-1サッカー選手権: 1回 (2019)